# Debby Susanto
Debby Susanto (Palembang, 3 de mayo de 1989) es una deportista indonesia que compite en bádminton en la categoría de dobles mixtos.
Ganó la medalla de bronce en la categoría de dobles mixto en los Juegos Asiáticos de 2014. En 2016 ganó el Super Series Masters All England en dobles mixto. Su pareja en dobles es Praveen Jordan.

## Palmarés internacional
| Juegos Asiáticos | Juegos Asiáticos        | Juegos Asiáticos  | Juegos Asiáticos |
| Año              | Lugar                   | Medalla           | Prueba           |
| ---------------- | ----------------------- | ----------------- | ---------------- |
| 2014             | Incheon (Corea del Sur) | Medalla de bronce | Dobles           |

## Torneos ganados
| Número | Año  | Torneo       | Categoría                   | Pareja                                  |
| ------ | ---- | ------------ | --------------------------- | --------------------------------------- |
| 1      | 2009 | Vietnam      | BWF International Challenge | Pia Zebadiah Bernadet (dobles femenino) |
| 2      | 2012 | China Taipéi | BWF Grand Prix Gold         | Muhammad Rijal (dobles mixto)           |
| 3      | 2016 | India        | BWF Grand Prix Gold         | Praveen Jordan (dobles mixto)           |
| 4      | 2016 | All England  | BWF Super Series Premier    | Praveen Jordan                          |

     BWF Super Series Premier/Finales
     BWF Super Series
     BWF Grand Prix Gold
     BWF Grand Prix
     BWF International Challenge